# Шамбон (Гар)
Шамбон (фр. Chambon) насеље је и општина у јужној Француској у региону Лангдок-Русијон, у департману Гар која припада префектури Алес.
По подацима из 2011. године у општини је живело 292 становника, а густина насељености је износила 19,93 становника/km². Општина се простире на површини од 14,65 km². Налази се на средњој надморској висини од 250 метара (максималној 644 m, а минималној 207 m).

## Демографија
| 1962. | 1968. | 1975. | 1982. | 1990. | 1999. | 2011. |
| ----- | ----- | ----- | ----- | ----- | ----- | ----- |
| 418   | 273   | 222   | 183   | 196   | 240   | 292   |

График промене броја становника у току последњих година